# Тарантинська Вікіпедія
Тарантинська Вікіпедія (тарантин. Uicchipèdie) — розділ Вікіпедії тарантинською мовою. Створена у 2006 році. Тарантинська Вікіпедія станом на 27 березня 2025 року містить 9493 статті, 12 372 зареєстрованих користувачів, 17 активних дописувачів, 3 адміністраторів
. Загальна кількість сторінок в тарантинській Вікіпедії — 18 884, редагувань — 150 225, завантажених файлів — 155
. Глибина (рівень розвитку мовного розділу) тарантинської Вікіпедії дуже мала і становить лише 7.8 пунктів
. 

## Історія
- Серпень 2007 — створена 100-та стаття[3].
- Серпень 2007 — створена 1 000-на стаття[3].
- Серпень 2007 — створена 5 000-на стаття[4].